# Béla Szőkefalvi-Nagy
Béla Szőkefalvi-Nagy (n. 29 iulie 1913, Cluj, Austro-Ungaria – d. 21 decembrie 1998, Seghedin, Ungaria) a fost un matematician maghiar, fiul matematicianului Gyula Szőkefalvi-Nagy.

## Lucrări
- împreună cu Ciprian Foiaș: Harmonic analysis of operators on Hilbert Space. North Holland 1970 (traducere din franceză; prima ediție: Masson 1967).